# Odontotrypes cicatricosus
Odontotrypes cicatricosus är en skalbaggsart som beskrevs av Nikolajev 1977. Odontotrypes cicatricosus ingår i släktet Odontotrypes och familjen tordyvlar. Inga underarter finns listade i Catalogue of Life.